# Stanovo
Stanovo é um município da Sérvia, pertencente ao distrito de Šumadija, na região de Šumadija. A sua população era de 39252 habitantes segundo o censo de 2002.